# Safari rallye 2001
Safari rallye 2001 byla osmou soutěží mistrovství světa v rallye 2001. Soutěž byla pořádána ve dnech 19. až 22. července, trať měřila 1129,76 km a měla 13 rychlostních zkoušek. Zvítězil zde Tommi Mäkinen s vozem Mitsubishi Lancer EVO VI.

## Průběh soutěže
První test vyhrál Armin Schwarz s vozem Škoda Octavia WRC. Odstoupit musel Richard Burns, který měl porušený tlumič. Ve třetím testu odstupují Colin McRae a Roman Kresta kvůli technickým potížím. Marcus Grönholm poškozuje závěs předního kola a Didier Auriol má nehodu. Dva vozy týmu Peugeot Sport jsou tedy ze soutěže venku. Na první pozici se posunuje Mäkinen, druhý je Carlos Sainz. Mäkinen má střet s pštrosem, přesto udržuje vedoucí pozici. O druhé místo bojuje Schwarz, Harri Rovanperä, Petter Solberg a Francois Delecour. Sainz odstupuje po poruše motoru. Ve třetí etapě odstupuje Solberg kvůli upadlému kolu. Schwarz je třetí za Mäkinenem a Rovanperou. Čtvrtou pozici drží Delecour. Freddy Loix má poruchu turbodmychadla a končí pátý. V posledním testu odstupuje ze šesté pozice Bruno Thiry se třetí Octávií. Na jeho místo se posunul Pozzo, který zvítězil ve skupine N.

## Výsledky
1. Tommi Mäkinen, Risto Mannisenmäki – Mitsubishi Lancer EVO VI
2. Harri Rovanperä, Risto Pietiläinen – Peugeot 206 WRC
3. Armin Schwarz, Manfred Hiemer – Škoda Octavia WRC
4. Francois Delecour, Daniel Grataloup – Ford Focus RS WRC
5. Freddy Loix, Sven Smeets – Mitsubisi Carisma GT EVO VI
6. Gabriel Pozzo, Daniel Stillo – Mitsubishi Lancer EVO VI
7. Marcos Ligato, Ruben Garcia – Mitsubishi Lancer EVO VI
8. Tony Green, Orson Taylor – Subaru Impreza WRX
9. Azar Anwar, Tom Muriuki – Mitsubishi Lancer EVO V
10. Rudi Stohl, Petter Müller – Mitsubishi Lancer EVO VI